# Лункоу
Лунко́у (кит. спр. 龙口, піньїнь: Lóngkǒu) — міський повіт міського округу Яньтай провінції Шаньдун. Назва походить від поселення Лункоу.

## Географія
Річки: Цзехе, Хуаншуйхе.

### Клімат
Місто знаходиться у зоні, котра характеризується вологим континентальним кліматом зі спекотним літом. Найтепліший місяць — липень із середньою температурою 25 °C. Найхолодніший місяць — січень, із середньою температурою −2,2 °C.
| Клімат Лункоу           | Клімат Лункоу | Клімат Лункоу | Клімат Лункоу | Клімат Лункоу | Клімат Лункоу | Клімат Лункоу | Клімат Лункоу | Клімат Лункоу | Клімат Лункоу | Клімат Лункоу | Клімат Лункоу | Клімат Лункоу | Клімат Лункоу |
| Показник                | Січ.          | Лют.          | Бер.          | Квіт.         | Трав.         | Черв.         | Лип.          | Серп.         | Вер.          | Жовт.         | Лист.         | Груд.         | Рік           |
| Середній максимум, °C   | 1             | 2             | 8             | 16            | 22            | 27            | 29            | 28            | 24            | 19            | 11            | 4             | 15            |
| Середня температура, °C | −2            | −1            | 3             | 11            | 17            | 22            | 25            | 24            | 19            | 14            | 7             | 0             | 11            |
| Середній мінімум, °C    | −7            | −6            | −1            | 5             | 11            | 17            | 21            | 20            | 14            | 9             | 2             | −3            | 6             |
| Норма опадів, мм        | 9             | 9             | 13            | 33            | 39            | 70            | 165           | 136           | 64            | 35            | 24            | 11            | 608           |
| ----------------------- | ------------- | ------------- | ------------- | ------------- | ------------- | ------------- | ------------- | ------------- | ------------- | ------------- | ------------- | ------------- | ------------- |
| Джерело: Weatherbase    |               |               |               |               |               |               |               |               |               |               |               |               |               |

## Історія
Ще за часів імперії Цинь був утворений повіт Хуансянь (黄县), названий на честь гори Хуаншань.
1950 року був утворений Спеціальний район Лайян (莱阳专区) і повіт Хуансянь увійшов до його складу. В 1958 році місто Яньтай та Спеціальний район Лайян були злитті в Спеціальний район Яньтай (烟台专区), при тому повіти Хуансянь та Чандао були приєднані до повіту Пенлай, але в 1962 році повіт Хуансянь був поновлений в старих його кордонах.
1967 року Спеціальний район Яньтай був перейменований на округ Яньтай (烟台地区).
У листопаді 1983 року округ Яньтай був перейменований на міський округ Яньтай. У 1986 році повіт Хуансянь був розформований, а замість нього був утворений новий міський повіт Лункоу.

## Адміністративно-територіальний поділ
Міський повіт ділиться на 5 вуличних комітетів та 8 поселень.

## Транспорт
У Лункоу знаходиться морський порт.
Через Лункоу проходить автострада Годао 206.